# ماريانو فرنانديز
ماريانو فرنانديز (بالإسبانية: Mariano Fernández Amunátegui) (و. 1945 – م) هو صحفي، ودبلوماسي، من تشيلي، ولد في سانتياغو.

## مناصب
تولى منصب وزير الشؤون الخارجية في شيلي (12 مارس 2009–11 مارس 2010).

## التعليم
تعلم في الجامعة البابوية الكاثوليكية في تشيلي.

## مناصب وهيئات
أدار الأمم المتحدة.